# Trận St. Quentin (1914)
Trận St. Quentin, còn gọi là Trận Guise, là một trận đánh trên Mặt trận phía Tây của cuộc Chiến tranh thế giới thứ nhất. Trong trận chiến này, Tập đoàn quân số 2 của Đế quốc Đức do tướng Karl von Bülow chỉ huy đã đánh bật cuộc phản kích của Tập đoàn quân số 5 của Pháp do tướng Charles Lanzerac chỉ huy, với thiệt hại nặng nề cho cả hai phía. Tuy thất bại, cuộc phản công của Quân đội Pháp trong trận Guise đã đem lại khoảng thời gian quý báu cho họ, làm chậm lại bước tiến của Quân đội Đức dưới quyền Bülow. Mặt khác, thất bại tại St. Quentin đã tiêu hao phần lớn sức mạnh tấn công của Tập đoàn quân số 5 của Pháp.
Sau thảm bại của mình trong trận Charleroi, lực lượng của Lanzerac đã bị đoàn quân chiến thắng của Bülow truy kích. Vào ngày 27 tháng 8 năm 1914, Tổng tư lệnh Quân đội Pháp là Joseph Joffre phát lệnh cho Lanzerac tiến công quân Đức gần Saint-Quentin, nhằm giải nguy cho Lực lượng Viễn chinh Anh (BEF) ở cánh trái quân của Lanzerac. Nhiệm vụ của Lanzerac là không dễ, mà một trong những nguyên nhân là do ông sẽ không thể được Quân đội Anh hỗ trợ nên ông do dự. Tuy nhiên, vào ngày 28 tháng 8 năm ấy, Joffre đe dọa huyền chức Lanzerac, buộc ông phải tuân lệnh vào ngày hôm sau (29 tháng 8). Ngày hôm đó, cuộc tấn công của quân Pháp không gặp thuận lợi. Đợt phản kích do Bülow thực hiện đã buộc quân cánh trái của Lanzerac phải thoái lui qua sông Oise, tại đây họ sẽ tham gia bảo vệ quân cánh phải tại Guise. Bất chấp chiến bại này, Quân đoàn I của Pháp dưới quyền tướng Louis Franchet d'Esperey đã tiến hành phản công trong đêm tại Guise, làm xoay chuyển chiến cuộc theo chiều hướng có lợi cho quân Pháp. Tập đoàn quân số 2 của Đức bị đẩy lùi ra khoảng 3 dặm Anh, và chịu tổn thất không nhỏ. Tuy nhiên, tối hôm đó, người Đức đã bắt được viên Tham mưu trưởng của một Quân đoàn Pháp có giữ kế hoạch tấn công của quân Pháp, mang lại lợi ích lớn cho người Đức trong ngày hôm sau. Ngoài ra, quân Đức vẫn không chuyển sang cầm cự và sẽ trở lại làm chủ tình hình.
Đến ngày 30 tháng 8 năm 1914, cuộc tấn công của Quân đội Pháp đã đuối dần và Quân đội Đức bắt đầu tấn công từ mạn Nam sông Oise tại Guise. Trong khi đó, tình hình của quân Pháp trở nên rất bất lợi. Bộ Chỉ huy Tối cao Pháp cũng nhận thấy sự khó khăn của Lanzerac và buộc phải hạ lệnh triệt thoái ngay từ đêm ngày hôm trước. Trong buổi sáng ngày 30 tháng 8, quân Pháp của Lanzerac phải chịu tổn thất to lớn trong quá trình thu quân và tiếp tục cuộc triệt thoái một cách chậm rãi về hướng Nam. Thái tử Đức là Wilhelm đã ghi nhận về tài dụng binh của dụng binh của tướng Bülow qua việc đánh bật cuộc tấn công của quân Pháp vốn chiếm ưu thế quân số trong trận chiến St. Quentin. Ban đầu, dư luận Pháp chỉ đơn giản coi trận St. Quentin là một chiến bại, song, sau trận đánh này, Bülow đã ra lệnh Tập đoàn quân của ông ngừng tiến bước để chỉnh đốn lại. Ngoài ra, do ông yêu cầu sự hỗ trợ của Tập đoàn quân số 1 của tướng Alexander von Kluck, Kluck đã chuyển quân từ hướng Tây Nam sang Đông Nam. Điều này đã khiến cho quân Đồng minh Anh - Pháp rút lui khá ổn.